# Rama Sall
Pour les articles homonymes, voir Sall.
Ramatoulaye, dite Rama Sall (née en 1986), est une femme politique française.

## Biographie
Fille de Sénégalais, née le 10 mars 1986 dans le Mantois, Ramatoulaye Sall grandit au Val-Fourré. Titulaire d'un master 2 en science politique, elle adhère au Mouvement des jeunes socialistes (MJS) et au Parti socialiste (PS) en 2007. 
En 2011-2013, elle est secrétaire générale — i. e. la numéro 2 — du MJS.
Elle anime le volet Jeunesse de la campagne de Martine Aubry lors de la primaire citoyenne de 2011 ; l'année suivante, elle devient la suppléante de Françoise Descamps-Crosnier, députée de la 8e circonscription des Yvelines.
Après avoir perdu en 2013 une élection cantonale partielle contre Pierre Bédier, elle est élue en 2014 au conseil municipal de Mantes-la-Jolie, puis en 2015 au conseil régional d'Île-de-France.
D'abord employée par le PS et par Benoît Hamon — dont elle est un temps la collaboratrice parlementaire —, elle devient en septembre 2016 chargée de mission du ministre de l'Intérieur, Bernard Cazeneuve, nommé Premier ministre en décembre de la même année,.